# インスタントスープ
インスタントスープは、インスタント食品の一種で、素早く簡単に調理できるように加工されたスープの一種である。自家製のものもあれば、工業的に大量生産され、保存のために様々な処理が施されたものもあり、様々な形態や種類、風味のものが存在する。市販のインスタントスープは、ふつう乾燥または脱水処理がなされていて、缶詰または冷凍処理がなされている。

## 形態

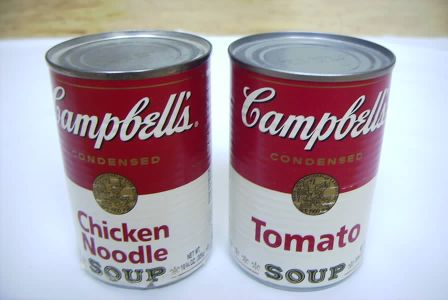
キャンベル社製の缶入りコンデンススープ

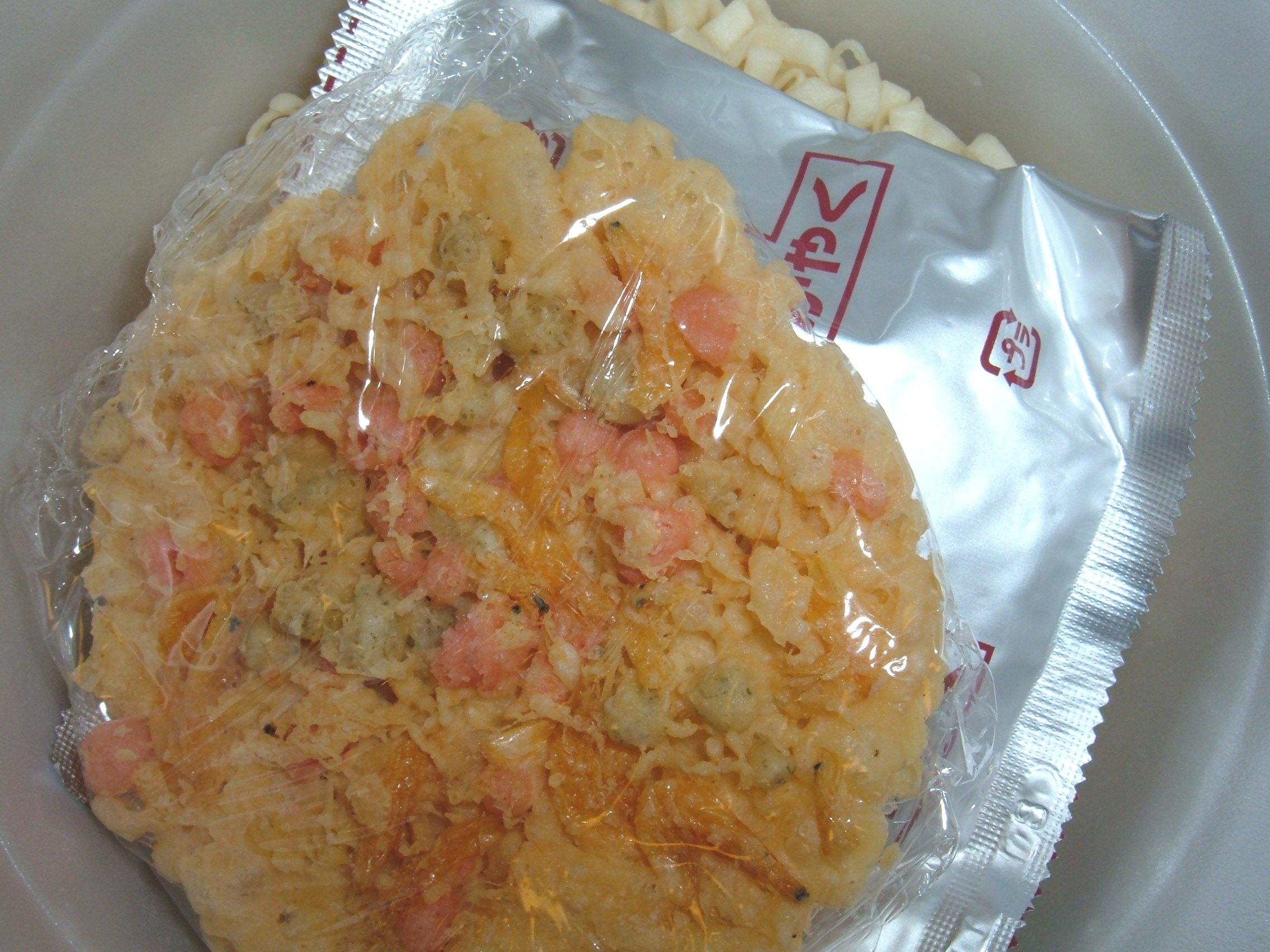
インスタント天ぷらうどんの天ぷらと加薬の入った袋

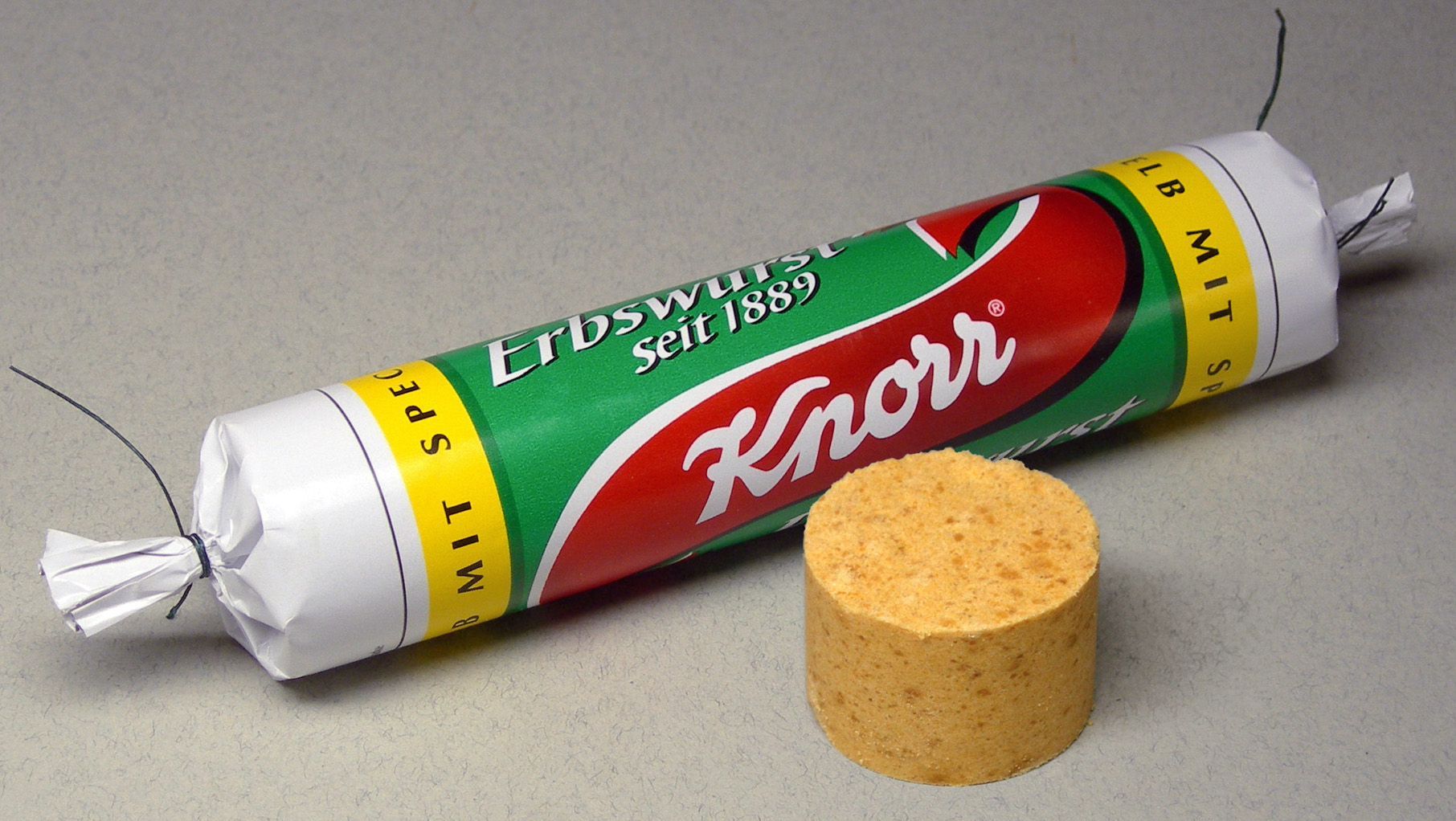
ドイツの伝統的なインスタントのエンドウ豆スープであるErbswurstは、濃縮ペーストとして販売された。

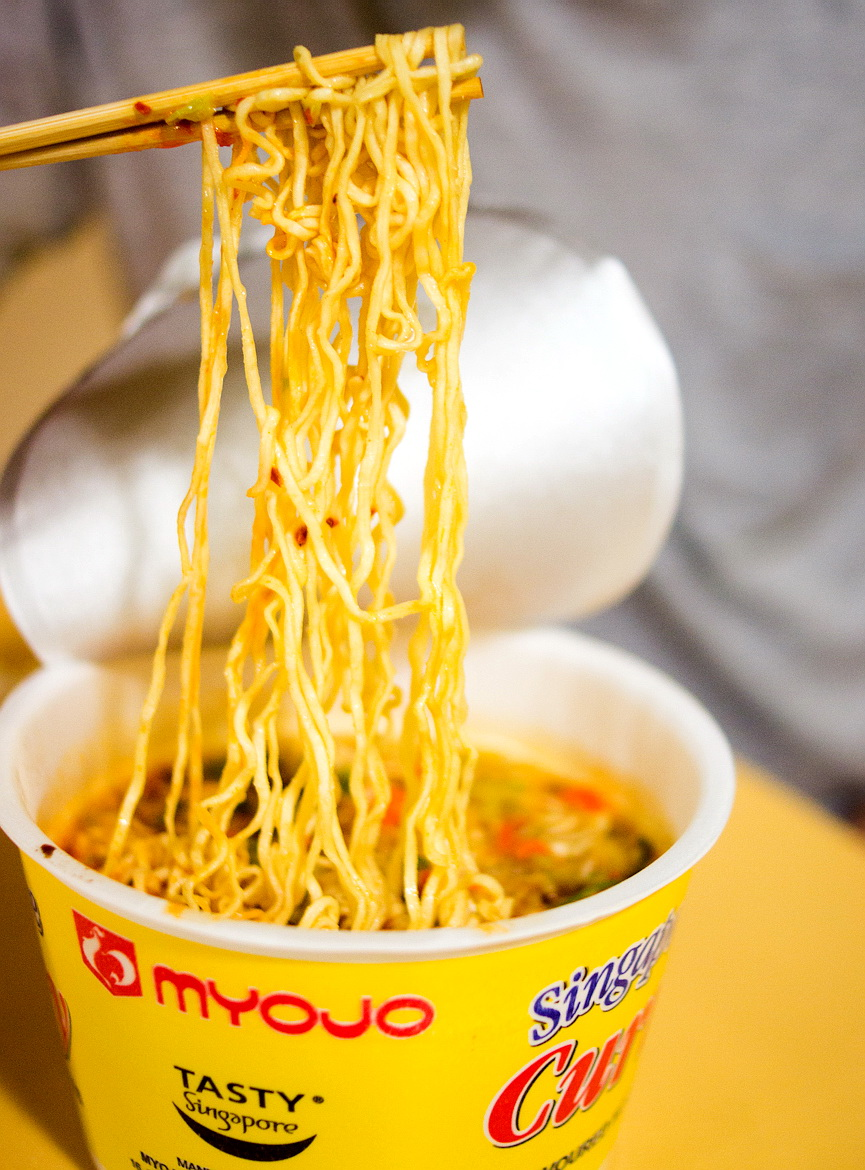
シンガポールで販売されている、明星食品社製のカレー味インスタントラーメン

市販のインスタントスープには、いくつかの種類がある。そのうちのひとつとして、乾燥したスープの素をパックにした種類のものがある。この種の製品は水を含まず、水を加えてから短時間加熱するか、乾燥したスープの素に直接熱湯を加えて調理する。また、ユニリーバ社の製品、カップ・ア・スープのように、乾燥粉末の形で製造されるものもある。

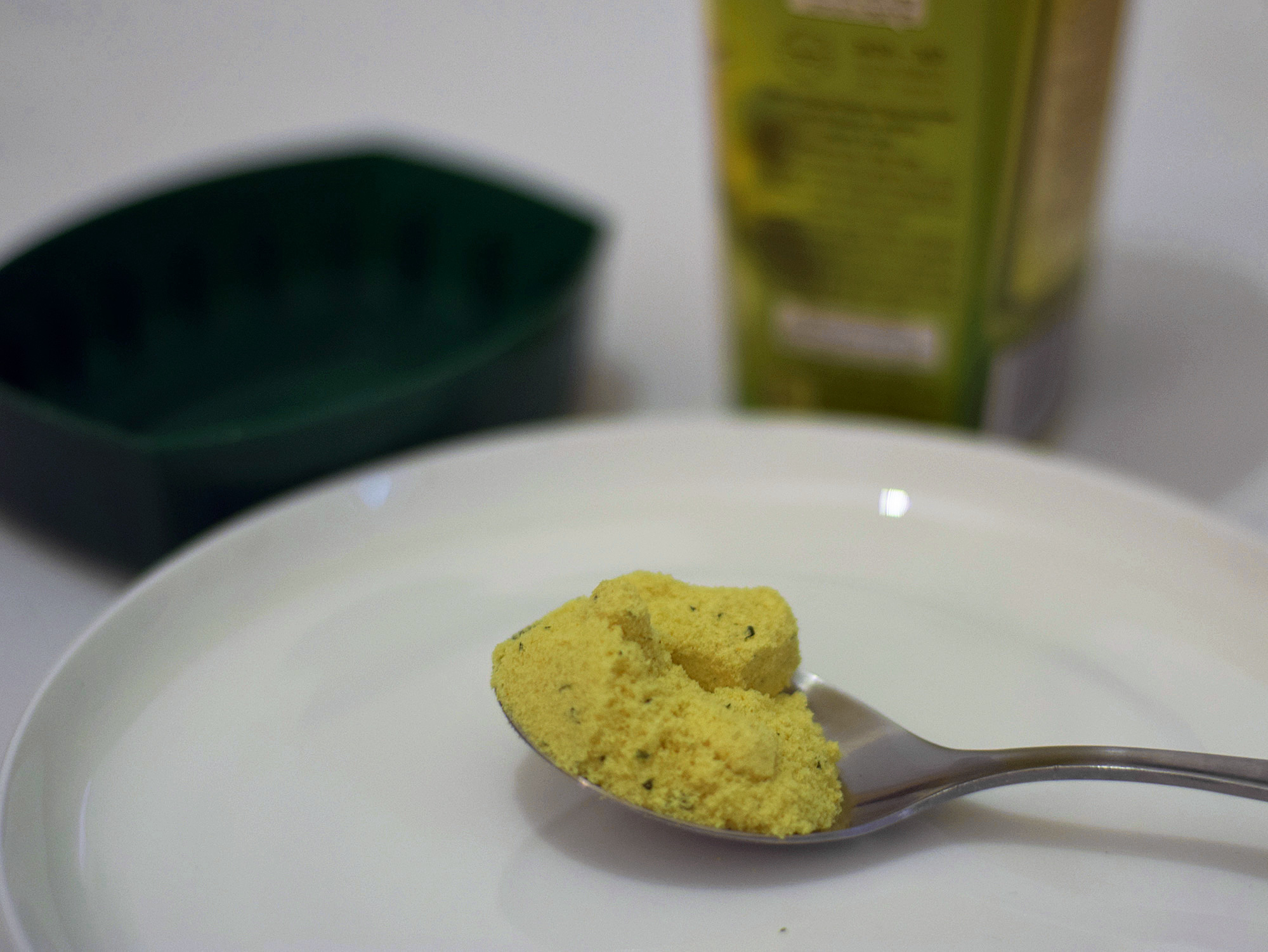
粉末状のインスタントスープ

缶詰型のインスタントスープは、中身を加熱して調理する液体スープである。缶詰型スープの中にはコンデンスタイプのものがあり、適切な濃度になるように水を追加する必要があるものもあれば、すでにすぐに食べられる濃度で缶詰になっているものもある。コンデンススープは1897年、キャンベル・スープ・カンパニーの社員だったジョン・T・ドランス博士が発明した。コンデンススープは、希釈せずにソースのベースとして使用されることもある。インスタント液体スープの中には、電子レンジで加熱できる容器で製造されているものもある。さらに、ドイツのクノール社のErbswurstのように、濃縮ペースト状に調理されたインスタントスープもある。クノール社は、2018年12月31日にErbswurstの生産を終了した。
カップヌードルなどの即席麺にみられるスープは、乾燥即席麺、脱水処置の施された野菜および肉加工品、調味料を含み、熱湯を加えることによって調理される。包装された即席麺のスープは、一般的にケーキ状に形成されており、大抵は調製中に加えられる調味料の個包装が同封されている。また、味付けに使用する油や加薬が別パックで入っているものもある。即席麺は、日清食品の創業者である安藤百福が1958年に発明したものである。

## 種類
インスタントスープの種類は多数にわたる。例えば、リプトン社やクノールブランドの乾燥型インスタントスープには、タマネギスープや野菜スープ、トマトビーフスープ、ほうれん草のクリームスープなどがある。インスタント味噌汁は、一般的に白味噌と顆粒味噌の2種類で作られている。インスタント味噌汁の製造には、脱水した味噌が主に使用される。ラーメンのインスタントスープは、鶏がらスープや牛肉出汁、シーフード味が広く受け入れられている。

## 製造
市販のインスタントスープは、ふつう乾燥処置または脱水処置が施されていて、缶詰または冷凍処理がなされている。乾燥型のインスタントスープの中には、他と比較して低い温度で機能するプレゼラチン化デンプンなどの増粘成分を用いて調製されるものがある。市販のインスタントスープに使用され、その粘性に寄与する他の成分としては、マルトデキストリン、乳化脂肪粉末、糖類、片栗粉、キサンタンガム、グアーガムがあげられる。乾燥型インスタントスープに使用される原料は、水を加えると溶解するように微粒化されることがある。この微粒子は、フリーズドライやパフドライを利用して調製されることもある。
フリーズドライは、近年開発された画期的な脱水方法であるが、その工程が高コストであるため、その使用は高価値の食品に限定されている。しかしながら、フリーズドライは、高コストであるにも関わず、昇華と呼ばれる工程によって、凍結状態の食品から液体状態を経由せずに水分を除去（蒸発）し、食品全体の品質と栄養価を保持することに高い効果を示す。食品から水分を取り除くことで、細菌、カビ、酵母などの腐敗の原因となる微生物の繁殖に有利な環境を与えないため、保存性が高まる。また、フリーズドライは食品の総重量を減らすことができ、特に重量のほとんどが水分である果物や野菜においては、輸送の効率化を図ることができる。インスタントスープに使用される野菜は、フリーズドライによって栄養価、食感、風味が保持されることが多い。また、脱水時に食品が硬いままだと、水分が昇華する際に氷の結晶があった場所に穴が開いてしまうが、これにより野菜などのフリーズドライ食品は収縮することなく形状を保つことができ、昇華した水が残した空隙を埋めるように水を加えると、これらの食品は完全に水分が戻る。フリーズドライ食品は、水分が減少することで微生物の繁殖を抑制し、酵素による化学反応を防ぐため、水分の再吸収を防ぎ、何年間も腐敗しない保存性の高い食品とされている。フリーズドライ食品は、冷蔵の必要がなく、常温での保存が可能である。
また、一般的な用途とは異なるものの、包装前のラーメンに調味液を直接噴霧し、風味を高めることもある。インスタントラーメンに使用される風味原料としては、乾燥させた野菜や肉、食塩、グルタミン酸ナトリウム、タマネギ、ニンニク、酵母エキス、加水分解植物性タンパク質、精油エキス、天然または合成の風味化合物がある。タマネギ、ニンニク、クローブから得られる精油は、インスタントラーメンのスープの風味付けとして用いられることがあり、圧搾や溶媒抽出法を用いて製造されることがある。インスタントラーメンのスープに使用する香味料は、物質から揮発性化合物を分離・再構成して調味料を調合し、香味化合物、すなわち複合香味を作り出す高度な方法が存在する。インスタントラーメンのスープに使用する香料の調合には、質量分析法を用いたガスクロマトグラフィーや嗅覚検査などの手法がある。また、ラーメンスープ調味料には、固形物の凝固防止のため固化防止剤や流動化剤などが含まれていることがある。

## 使用
インスタントスープは、スープの調理に使われるほか、料理の簡便食として使われることも多い。特に、マッシュルームクリームスープは、キャセロールを作るときによく使われる。オニオンスープの素は、フレンチオニオンディップの材料として使われている。